# Électroperception
 (mars 2019).
Si vous disposez d'ouvrages ou d'articles de référence ou si vous connaissez des sites web de qualité traitant du thème abordé ici, merci de compléter l'article en donnant les références utiles à sa vérifiabilité et en les liant à la section « Notes et références ».
L'électroréception ou électroperception ou électrolocalisation est le sens avec lequel les monotrèmes ou les Chondrichthyens détectent leurs proies.
Par exemple, l'ornithorynque peut localiser ses proies grâce à la détection des champs électriques émis par leur activité musculaire via des récepteurs sensoriels spécifiques sur son bec,.
Cette capacité sensorielle ne semble pas être limitée aux prédateurs: certaines espèces de chenilles peuvent détecter les vibrations et la charge électrostatique de leur prédateur, la guêpe, dans les airs et adapter leur mécanismes de défense.

## Vue d'ensemble

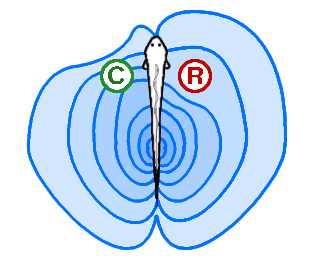
Électroperception active. Les objets conducteurs concentrent le champ et les objets résistants dispersent le champ.

La capacité d'électroperception présente des seuils d'intensité différente selon les espèces. Sans être exhaustif, sont dotés de cette capacité: les lamproies, les poissons cartilagineux (requins, raies et chimères), les dipneustes, les polypteridaes, les cœlacanthes, les esturgeons, les poissons-spatules, les poissons-chats, les Gymnotiformes, les Mormyridae et l'ornithorynque. On pense que les électrorécepteurs dérivent de la ligne latérale. Pour la plupart des espèces citées ci-dessus, l'électrolocalisation est dite « passive ». Elle est cependant « active » pour les Gymnotiformes et les Mormyridae.
Des chercheurs ont prouvé en 2011 que l'ancêtre commun des vertébrés, qui vivait dans l'eau il y a environ 500 millions d'années, possédait le sens de l'électroréception.
L'être humain peut détecter les champs électriques indirectement, par le biais de l'effet qu'ils provoquent sur les poils. (Par exemple, un ballon électriquement chargé exercera une force d'attraction sur des cheveux, ce qui peut être senti par le toucher, et être identifié comme provenant d'une charge électrique.) 
Le seuil de perception des champs électriques par l'être humain est trop élevé pour que celui-ci puisse être utilisé en terme d'adaptation.

## Histoire
L'anatomiste Stefano Lorenzini décrit pour la première fois les structures anatomiques servant à l'électroperception chez le requin, les ampoules de Lorenzini. Ce n'est qu'en 1960 qu'il est établi que ces ampoules servent, en plus de leur rôle de thermorécepteur, à percevoir des variations du champ électromagnétique.